# Казацкое (Балтский район)
Каза́цкое (укр. Козацьке) — село, относится к Балтскому району Одесской области Украины.
Население по переписи 2001 года составляло 635 человек. Почтовый индекс — 66131. Телефонный код — 04866. Занимает площадь 2,86 км². Код КОАТУУ — 5120682450.

## Местный совет
66131, Одесская обл., Балтский р-н, с. Казацкое